# 伊勒河畔基希多夫
伊勒河畔基希贝格（發音：[ˈkɪʁçdɔʁf ʔan deːɐ̯ ˈʔɪlɐ]）是德国巴登-符腾堡州蒂宾根行政区比伯拉赫县的市镇，面积22.85平方千米，2023年12月31日人口为4,042人。